# Metro van Catania
De metro van Catania, (Italiaans: Metropolitana di Catania), werd geopend in 1999 en is Europa's meest zuidelijk gelegen metro. De enige lijn van het systeem heeft zes stations die om het centrum gelegen zijn van Catania, de tweede stad van Sicilië. Vier keer per uur vertrekken treinen vanaf station Nesima naar Stesicoro, en vice versa.

## Geschiedenis
De metro verving het eerste deel van de Ferrovia Circumetnea, een smalspoorlijn die vanuit Catania om de Etna heen loopt naar Riposto (op de kaart met de klok mee). De resten van het smalspoor zijn nog in de straten van de stad te vinden, pal boven de metrosporen. Het vervoerbedrijf dat de treindienst van Catania naar Riposto verzorgt, de FCE, exploiteert ook de metro.
Tussen station Porto en F.S. Stazione Centrale kon gebruik gemaakt worden van een bestaand tracé. Op Stazione Centrale kan overgestapt worden op treindiensten in de richting van Messina, Siracusa of Palermo. Iets voorbij Stazione Centrale duiken de treinen voor de rest van de rit een tunnel in. Eind jaren tachtig werd begonnen met de bouw hiervan, waarbij de openbouwputmethode gebruikt werd. De spoorwijdte bedraagt 1435 mm en de metrostellen maken voor de elektrische voeding gebruik van een bovenleiding.

## Toekomst
De metro heeft weinig reizigers, wat veroorzaakt wordt door de ligging van de stations: de haltes liggen om het centrum heen en ontsluiten de belangrijke plaatsen in de stad daardoor matig. Ook de frequentie van eens per kwartier is laag, vergeleken met andere metrosystemen. Sinds 2006 wordt er gewerkt aan een uitbreiding in de richting van het centrum. Vanaf station Galatea wordt een vertakking van de bestaande lijn richting het westen aangelegd. In de toekomst dient deze lijn naar het zuiden doorgetrokken te worden, om aansluiting te geven op vliegveld Catania-Fontanarossa.
Ten tweede wordt in westelijke richting gebouwd aan een uitbreiding van de eerste lijn. Twee stations worden toegevoegd vanaf het voormalige eindstation Nesima gezien in westelijke richting. Op 22 juli 2024 werd de verlenging van de lijn, met twee stations tot Monte Po in gebruik genomen. De verdere verlenging van de lijn voorbij het nieuwe eindstation Monte Po maakt dat een bijkomend deel van de Ferrovia Circumetnea uit dienst werd genomen.

## Lijn 1
| # | Eindstations       | Geopend | Lengte | Stations |
| - | ------------------ | ------- | ------ | -------- |
| 1 | Stesicoro - Nesima | 1999    | 8,8 km | 11       |

## Galerij

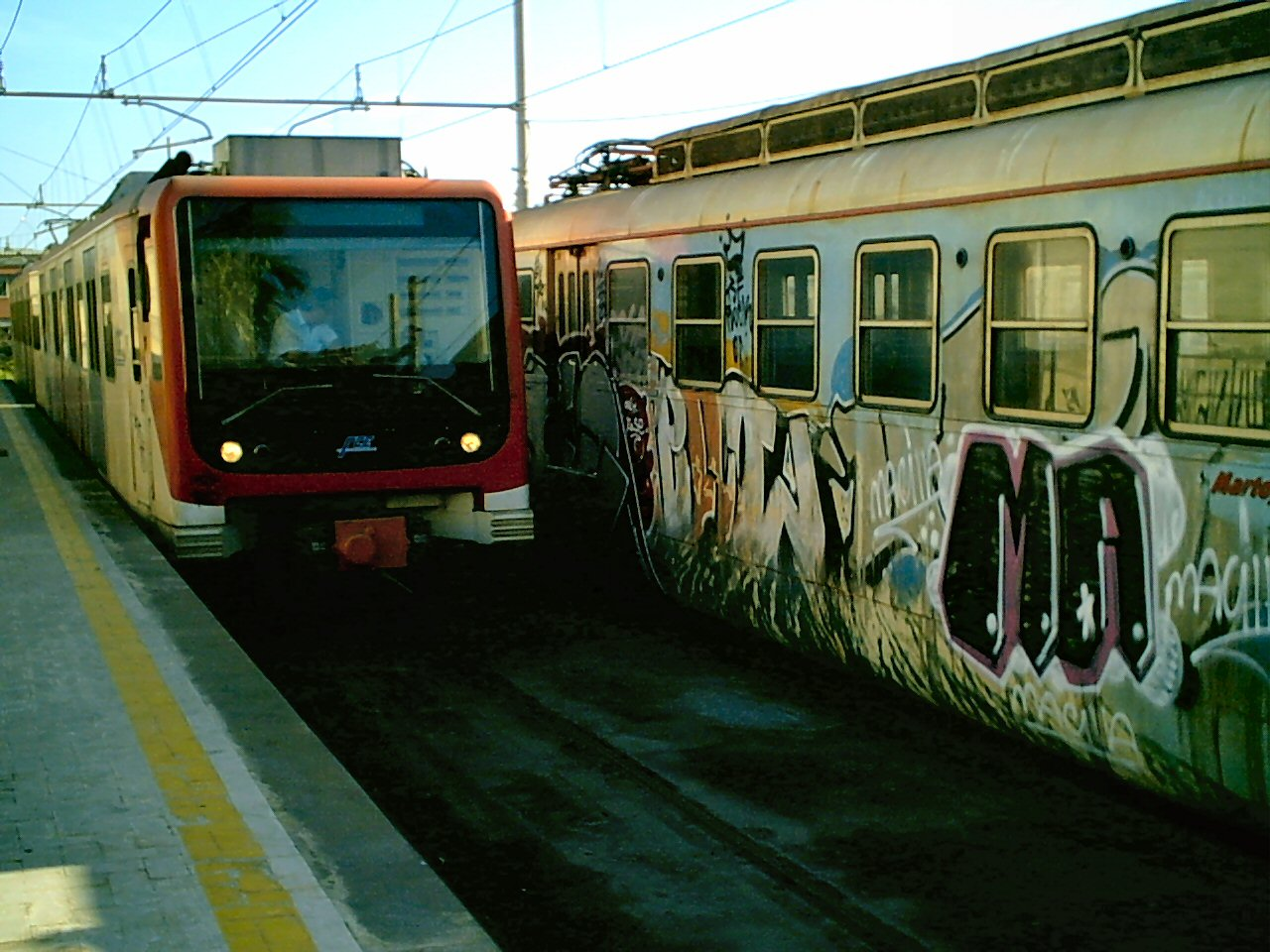
Station Porto
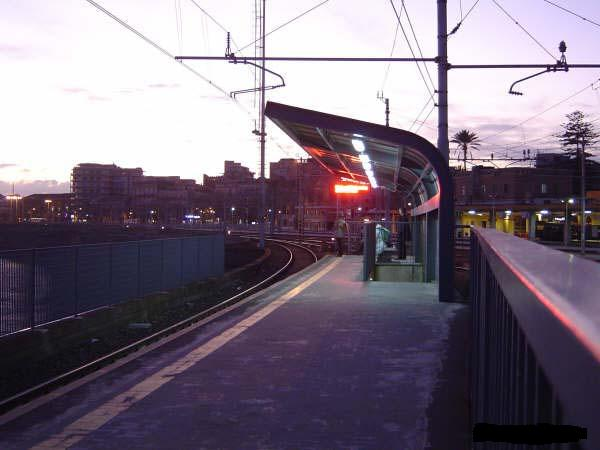
De metrohalte op F. S. Stazione Centrale
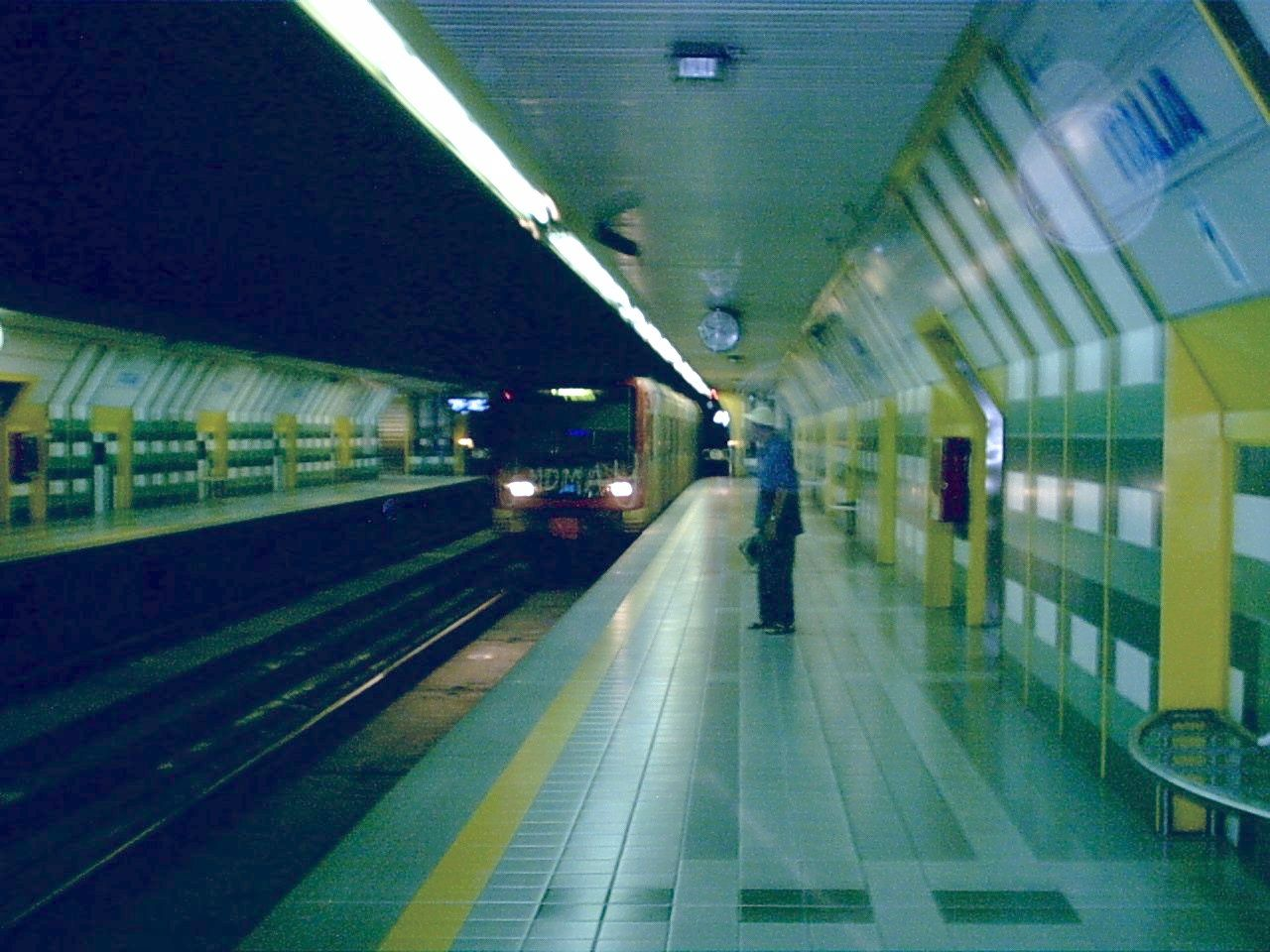
Station Italia
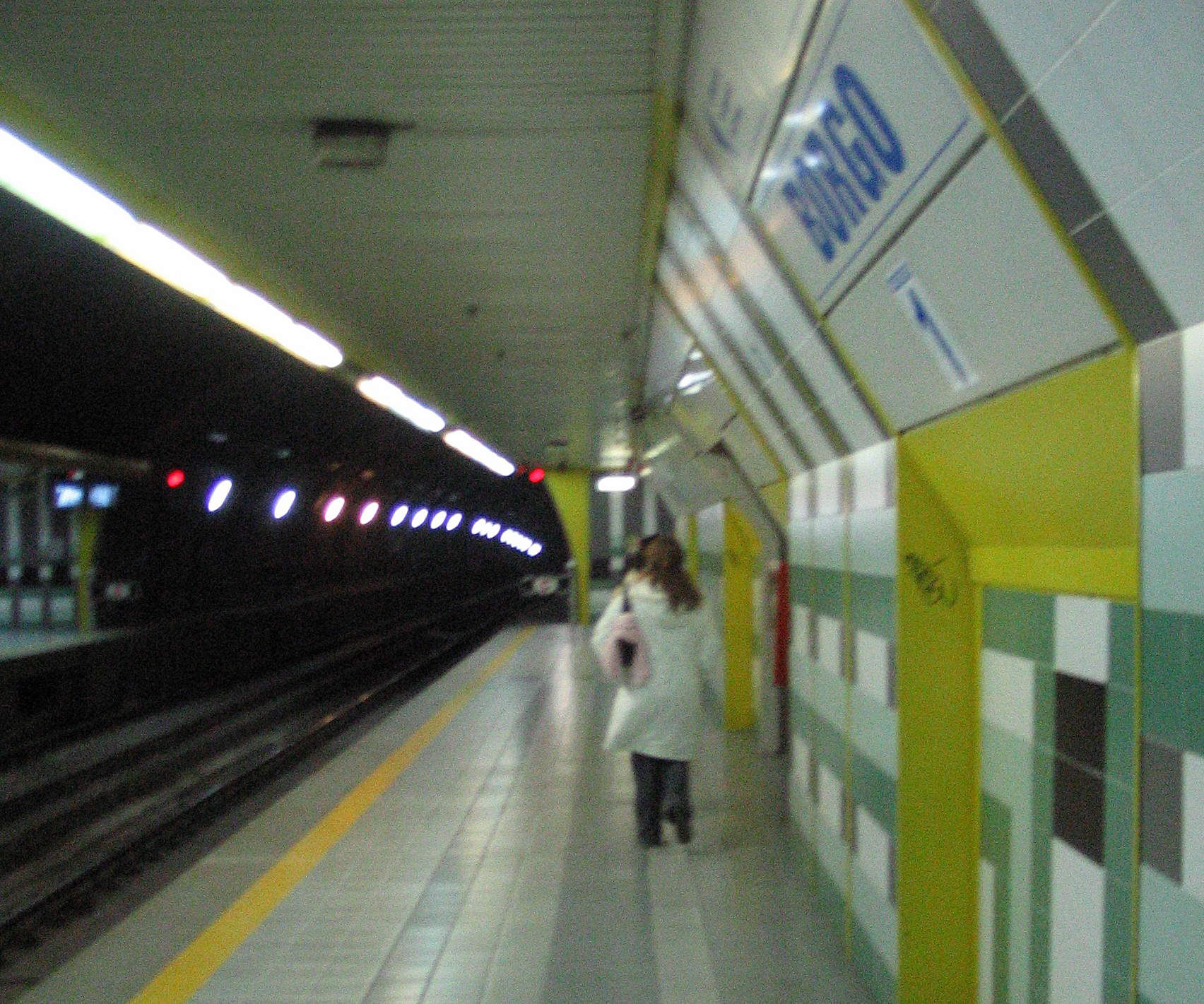
Station Borgo